# Romeo (portal randkowy)
Romeo (do 2021 roku PlanetRomeo, do 2011 roku GayRomeo) — serwis randkowy dla osób homoseksualnych, biseksualnych, queer oraz transpłciowych. Serwis został uruchomiony jako projekt hobbystyczny pod nazwą GayRomeo w październiku 2002 roku przez firmę Planetromeo GmbH w Berlinie. Początkowo dostępny jedynie w języku niemieckim, serwis — a później także aplikacja mobilna — przekształcił się w międzynarodową platformę.

## Historia
Pierwsza wersja GayRomeo powstała w październiku 2002 roku. Początkowo strona była dostępna tylko po niemiecku, a większość użytkowników pochodziła z krajów niemieckojęzycznych. Obecnie strona internetowa i aplikacje są dostępne w sześciu językach. Społeczność niemieckojęzyczna pozostaje największą, ale już nie stanowi większości. Od września 2006 roku serwis jest obsługiwany przez firmę Planetromeo B.V. z siedzibą w Amsterdamie.
W marcu 2009 roku GayRomeo przejęło internetową społeczność Guys4Men.com, co pozwoliło na rozszerzenie bazy użytkowników o Azję.
W 2011 roku nazwa strony została zmieniona z GayRomeo na PlanetRomeo, a w 2021 roku skrócona do Romeo. Strona internetowa Romeo, aplikacja na iOS oraz aplikacja na Androida są powszechnie wykorzystywane głównie przez społeczność gejowską do nawiązywania znajomości i umawiania randek.

## Niebieskie Strony
W Niemczech, ze względu na dużą liczbę zarejestrowanych użytkowników, Romeo bywa nazywane żartobliwie „Urzędem Stanu Cywilnego dla gejów” (schwules Einwohnermeldeamt) lub „Niebieskimi Stronami” (Die blauen Seiten), co jest nawiązaniem do znanych książek telefonicznych — tzw. żółtych stron i białych stron. W satyrycznym odniesieniu do nazistowskich list homoseksualistów z lat 30. XX wieku, niemiecka gazeta Die Tageszeitung ogłosiła: „Różowe listy powracają”.

## Funkcje

Procent użytkowników PlanetRomeo według kraju (2016)

### Profile osobiste
Aby uzyskać dostęp do Romeo, użytkownicy (nazywani „Romeos”) zakładają profil, który może zawierać opis fizyczny, listę preferencji seksualnych, zainteresowania oraz jedno lub więcej zdjęć. Pracownicy seksualni mogą również reklamować swoje usługi poprzez zakładanie profili w sekcji Hunqz serwisu.

### Profile klubów i przewodników
Oprócz wiadomości prywatnych, Romeo umożliwia użytkownikom tworzenie profili klubowych i przewodników jako dodatkowej formy kontaktu z innymi gejami o podobnych zainteresowaniach. Na przykład bar lub sauna mogą utworzyć profil klubu lub przewodnika, do którego Romeos mogą dołączyć lub połączyć z nim swoje prywatne profile. Administratorzy profili klubowych i przewodników mogą wysyłać bezpośrednie wiadomości do członków. Członkowie klubów wymieniają się nowościami lub dyskutują na różne tematy na forum klubu lub za pośrednictwem newslettera. Istnieją także kluby dla sympatyków partii politycznych, członków grup religijnych czy pracowników określonych branż; niektóre kluby mają bardziej zabawowy lub seksualny charakter. Każdy użytkownik może założyć profil klubu.